# Miguel Ángel Tornero
Miguel Ángel Tornero Cruz (Baeza, Jaén, 1978) es un fotógrafo y artista plástico español.

## Biografía
Licenciado en Bellas Artes (2001) por la Universidad de Granada, en el 2003 resultó ganador del prestigioso Premio ABC de Fotografía. En 2004 obtuvo la Beca Casa de Velázquez, Madrid. Ha expuesto en ciudades como Sevilla, Valencia, Barcelona, São Paulo, París, Milán, Londres, México, Miami o Madrid y es considerado unos de los jóvenes fotógrafos españoles con mayor proyección.
Ganador en 2007 del primer premio de fotografía "Purificación García"